# Клеопатра (кратер)
Кратер Клеопатра је ударни метеорски кратер на површини планете Венере. Налази се на координатама 65,8° северно и 7,1° источно (планетоцентрични координатни систем +Е 0—360) и са пречником од око 105 км један је од највећих ударних кратера на површини ове планете.
Кратер је име добио у част египатске краљице Клеопатре VII (69. п.н.е—30. п.н.е), а име кратера је 1992. усвојила Међународна астрономска унија.
Има сложену структуру и састављен је од два концентрична прстена. Налази се у северном делу планете, на подручју Максвелове планине, на висини од 6.800 метара. На северној страни је пробијен неколико километара широким каналом кроз који су текле огромне количине лаве које су испуниле оближњу депресију. Дубина кратера је и до 2,5 километара. Претпоставља се да је један од млађих кратера и да е налази у свом изворном облику.